# Rhinichthys cataractae
Espèce
Statut de conservation UICN

 LC  : Préoccupation mineure
Le Naseux des rapides (Rhinichthys cataractae) est un poisson de la famille des Cyprinidae présent en Amérique du Nord.

## Habitat
Ce naseux est présent dans de nombreuses régions d'Amérique du Nord que ce soit au Canada ou aux États-Unis. Au Canada, on le trouve par exemple au niveau du fleuve Saint-Laurent dans la région de Montréal.
Le poisson apprécie plutôt les eaux fraîches et les rivières avec des courants rapides et dont le fond est rocailleux mais on le trouve également dans des lacs.

## Description
Les plus gros spécimens peuvent atteindre environ 15 centimètres. Il se nourrit essentiellement d'invertébrés aquatiques. Il participe lui-même à l'alimentation de nombreux plus gros poissons.

## Sous-espèce(s)
- Rhinichthys cataractae smithi (Auteur, Année) - Naseux des rapides de Banff († éteinte)[1]